# 老公 (松本清張)
『老公』（ろうこう）は、松本清張の短編小説。『草の径』第7話として『文藝春秋』に掲載され（1990年12月号 - 1991年1月号）、1991年8月に短編集『草の径』収録の一作として、文藝春秋より刊行された。

## あらすじ
神田の古書会館で『西園寺公爵警備沿革史』の入手に成功したわたしは、元老・西園寺公望の住んだ興津坐漁荘の、警備主任であった梅川伍郎警部の記述に、「高木（運転手）は其の後私より少し先に失脚し」とあるのに着目する。運転手高木善七の息子の善一とわたしは友人であった。善一はわたしに、亡父善七は立命館大学学長の中川小十郎の専用車の運転手となり、中川の命令で興津へ移ったが、半年ほど経って、中川から都合によって辞めてほしいと解雇を云い渡され、冷たい仕打ちに善七は死ぬまで憤懣がおさまらなかったと語った。善一は亡父が西園寺家から馘首された原因を知るべく調査したが、その結果を得ないままに病死した。
高木運転手の馘首が坐漁荘の警備主任の失脚と関連していることを推定するも、梅川主任は誰から忌避されたのだろうか。原田熊雄の日記と同様に、興津園芸試験場長で西園寺の執事となった熊谷八十三にもメモが遺されているのではないかと思ったわたしは、熊谷八十三日記の存在を農林省の知人から聞かされる。『警備沿革史』と原田メモ、熊谷日記の3つの資料を照合すれば、その交叉する点にわたしの求めようとするものが存在するはずだ、と狙いをつける。
熊谷日記の昭和2年4月16日の記事に、4月10日の夜、坐漁荘の女中二人が外出、外泊したかどうかは不明だが、無断だったことに熊谷執事が心痛し、警備主任の梅川が責任を感じ、家宰の中川小十郎に事態を報告したとの記述がある。女中の夜間外出くらいで、中川にわざわざ報告するなどあまりに仰々しいではないか。その女中はよほどの大物らしい。同年9月24日の記事に「問題と云うは北尾問題なる由」との記述がある。住友銀行東京支店員の北尾市太郎がなぜ問題となるのか。同年12月23日の欄外に「Telegram sent out from Mdm.Fl. to the east! probably to request him.」とあり、問題の女性の正体が明らかになる。

## エピソード
- 文藝春秋で著者の担当編集者を務めた藤井康栄は、本作は『昭和史発掘』連載中に二・二六事件で西園寺公望の周辺を取材した時の資料が生きてきたものと述べている。『草の径』シリーズの担当編集者であった田中光子から、次のテーマは「園公の二・二六」にしたいという清張の意向が藤井に伝わり、藤井が晩年の熊谷八十三と面会し閲覧した日記を参照したものの、熊谷八十三日記の二・二六関係の記述は清張の関心を引かなかった。藤井は手控えのメモから清張が関心を持ちそうな時期をリストアップしたところ、清張は気に入り、また藤井と田中光子で興津を取材した際、二・二六当時坐漁荘の警備に当たっていた元警察官を探しあて、内部で働く人々の様子などを具体的に把握することができ「物語の舞台となる坐漁荘の図面を入手してからは、作家もすっかり没入して原稿は順調に仕上がって来るのだった」と藤井は回顧している[1][2]。
- 日本近現代史専攻の歴史学者の奈良岡聰智は、本作について「坐漁荘に関する著作はこれまで多数存在するが、その中で極めてユニークな位置を占めている」「『老公』は史実を謎解きしていく小説の形をとっているが、騒動の渦中にいた何人かの人物の名前を変え、解雇された運転手を小説の主人公「わたし」の友人の父親だという設定にしている以外はほぼ全て事実に基づいており、歴史研究としても大変優れている」と評している。奈良岡は、専門の研究者である伊藤之雄による『元老西園寺公望』[3]と比較しながら、「伊藤が「お花」騒動と命名したこの事件の中核部分は、既に二十年近く前に清張の手によって解明されていた。清張が歴史家として、研究者顔負けの優れた力量を持っていたことに改めて驚かされる。「お花騒動」に関する基本的史実は『老公』によって初めて解明された」「伊藤の評伝には騒動の中核部分に関する事実誤認と記述の混乱があり」「伊藤が松本清張『老公』を評伝執筆に活かしていれば、「お花騒動」に関する記述はより正確なものになっていたのではないだろうか」と述べている[4][5]。